# 西脇町 (名古屋市)
西脇町（にしわきちょう）は、名古屋市中区の地名。

## 歴史

### 町名・町界の変遷
- 1878年（明治11年）12月28日 - 古渡村（下日置町）の一部により、名古屋区西脇町として成立する[1]。
- 1889年（明治22年）10月1日 - 名古屋市成立に伴い、同市西脇町となる[1]。
- 1908年（明治41年）4月1日 - 中区成立に伴い、同区西脇町となる[1]。
- 1936年（昭和11年）1月1日 - 一部が中区岩井通の一部となる[2]。
- 1974年（昭和49年）5月11日 - 全域が松原一丁目に編入され廃止[1]。

### 字一覧
『明治十五年愛知県郡町村字名調』による名古屋区西脇町の字。
- 西脇（にしわき）
- 声壺（こえつぼ）
- 東北組（ひかしきたぐみ）
- 西北組（にしきたくみ）
- 南山町（みなみやままち）
- 北山町（きたやままち）
- 上芋屋町（かみいもやまち）
- 下芋屋町（しもいもやちょう）